# Kristina Larsson
Birgit Kristina Larsson (* 14. Januar 1944 in Malmö) ist eine ehemalige schwedische Schwimmerin.

## Karriere
Larsson schwamm zunächst in nationalen Wettbewerben. Zwischen 1958 und 1961 gewann sie vier Einzeltitel und vier Titel mit Staffeln. Im Jahr 1960 nahm die Schwedin an den Olympischen Spielen teil. Über 100 m Schmetterling belegte sie den siebten Rang, mit der Staffel über 4
× 100 m Freistil Platz sechs.
Ihre ältere Schwester Karin Larsson und ihr jüngerer Bruder Gunnar Larsson sind ebenfalls Schwimmer.